# Porsenna
Porsenna o Lars Porsenna va ser rei de la ciutat etrusca de Clúsium. Lars no era un nom, sinó un títol d'honor.

## Guerra amb Roma
Segon Titus Livi, el rei Tarquini el Superb després de ser expulsat de Roma va demanar ajut a les ciutats de Veïs i de Tarquínia, però com que no van aconseguir de tornar-li el tron, va recórrer a Porsenna. Aquest li va donar suport i va marxar contra Roma amb un exèrcit; els romans no li podien fer front i Porsenna es va apoderar del Janícul i estava a punt d'entrar a Roma pel pont que connectava aquest turó amb la ciutat, el pons Sublicius, quan Horaci Cocles amb dos companys més el van aturar, i van resistir fins que el pont va poder ser destruït pels romans per evitar el pas dels etruscs.
Roma va quedar assetjada i quan va començar a patir la fam, un romà de nom Gai Muci va sortir de la ciutat amb permís del Senat Romà i amb l'excusa de demanar ajut als déus i realitzar algun fet noble. Es va acostar a la tenda de Porsenna per matar-lo, però el secretari del rei (scriba) estava al seu costat vestit amb robes similars a les de Porsenna, i el va confondre i va matar el secretari en lloc del sobirà. Pres, va ser sotmès a tortura. Portaven un braser ple de brases enceses, destinat a un sacrifici i Muci va estirar la mà dreta i la va posar a les brases, deixant que se li cremés i va aguantar el dolor sense donar mostres de pànic. El rei Porsenna, admirat, va dir que s'emportessin el braser i li va tornar l'espasa, deixant-lo lliure. Muci va aconseguir la retirada del rei etrusc quan li va dir que tres-cents nobles romans estaven disposats a seguir el seu exemple. Gai Muci va rebre el sobrenom d'Escèvola (l'esquerrà).

Primera batalla de Lars Porsenna contra Roma, al pons Sublicius.

Porsenna va acceptar la pau amb la condició de retornar a Veïs els territoris que Roma li havia arrabassat; Roma va acceptar i Porsenna es va retirar amb 20 ostatges romans.
Segons altres fonts, sembla que Porsenna va arribar a conquerir Roma. Tàcit ho confirma i Dionís d'Halicarnàs afegeix que el senat va oferir a Porsenna un tron de vori, una corona d'or i ornaments triomfals, cosa que pot significar que va ser reconegut com a sobirà. Sota Porsenna els romans van tenir prohibit usar el ferro per a altres utilitats que no fos l'agricultura. Tots els territoris romans conquerits a la dreta del Tíber, es van perdre. Les trenta tribus que existien abans de Porsenna es van reduir a vint, i per la guerra posterior amb Veïs se sap que el territori romà no anava més enllà del Janícul.

## El llegat de Porsenna
El motiu de l'atac de Porsenna no podia ser restaurar als Tarquinis, ja que ell no ho era. La guerra va ser part de les lluites pel domini de la regió entre etruscos i llatins, si bé també existeix la hipòtesi que justament va ser Porsenna qui va enderrocar als Tarquinis.
El fill de Porsenna, Arrunt, va atacar Arícia, però va ser derrotat davant de la ciutat per les forces confederades llatines ajudats pels grecs de Cumes, i els romans van aprofitar per recuperar la independència.
Plini el Vell descriu la seva tomba a Clúsium citant com a font a Marc Terenci Varró que l'hauria tret de llibres etruscs. Era un edifici quadrangular enorme que en el seu interior tenia un laberint amb una piràmide a cada cantonada i una al mig, però per la descripció de les mesures que en fa sembla poc probable que fos realment com és descrit.